# Send (Münster)

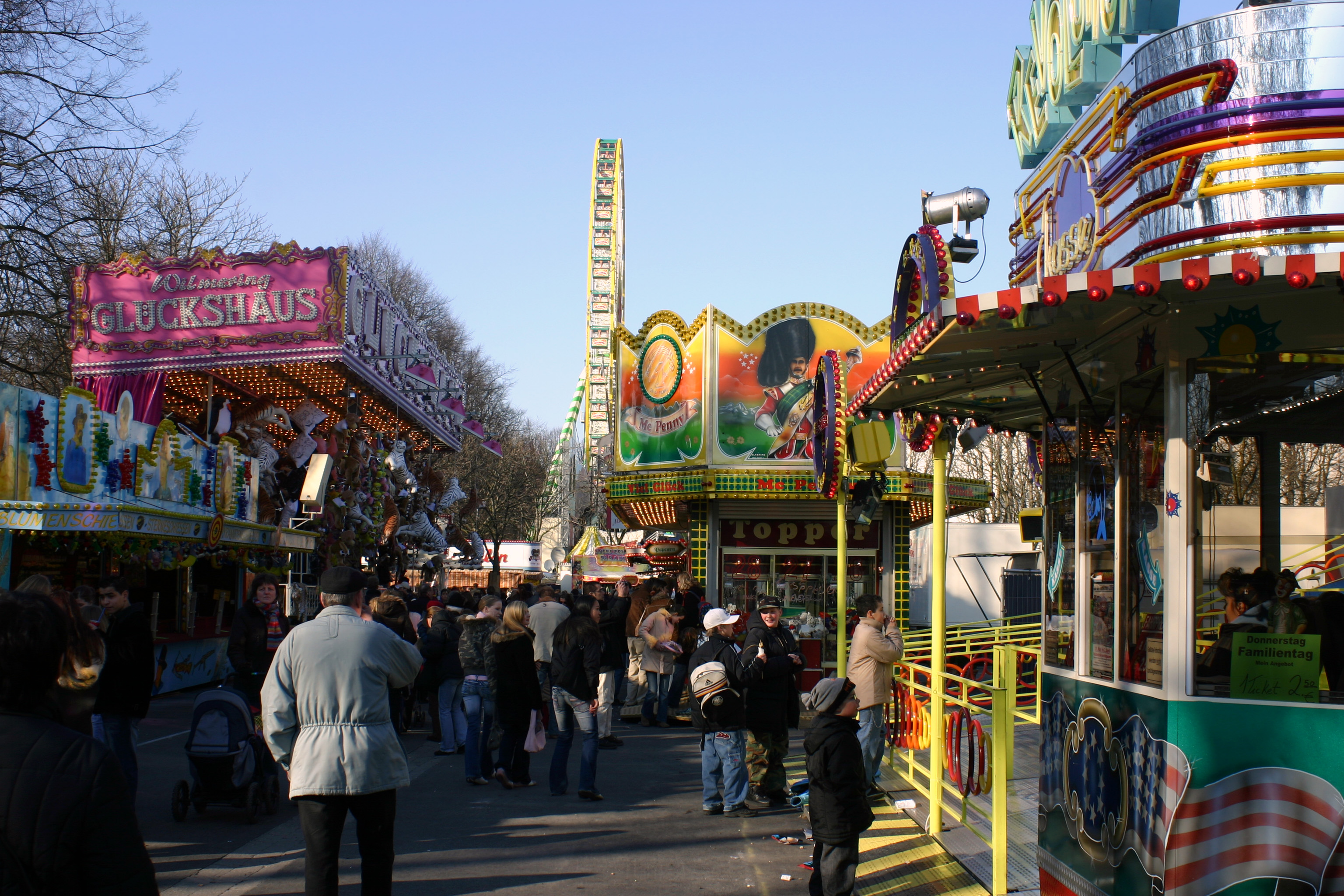
Send

Der Send ist das dreimal jährlich im westfälischen Münster stattfindende Volksfest, das pro Jahr mehr als eine Million Besucher zählt. Auf dem Schlossplatz wird auf rund 32.000 m² im Frühling, im Sommer und im Herbst die größte Kirmes im Münsterland veranstaltet. Es bewerben sich zu jedem Send etwa 1800 Schaustellerbetriebe. Von den rund 250 Schaustellerbetrieben aus der ganzen Welt, die für jeden Send den Zuschlag erhalten, zählen rund 60 % zur Stammbelegschaft der Standbetreiber. In Spitzenzeiten wurden 230 Stände gezählt. Neben den Fahrgeschäften findet beim Send der traditionelle „Pottmarkt“ statt, dem in den letzten Jahren eine rückläufige Stellfläche mangels Interesse der Besucher eingeräumt wird. Jeweils freitags wird ein bis zu 18 Minuten dauerndes Höhenfeuerwerk gezündet, dessen Organisation und Bezahlung nach Aussage des Ordnungsamtes von den Schaustellern vorgenommen wird. Ein solches Feuerwerk wurde im Rahmen des Sends erstmals 1968 gezündet.

## Sendtermine

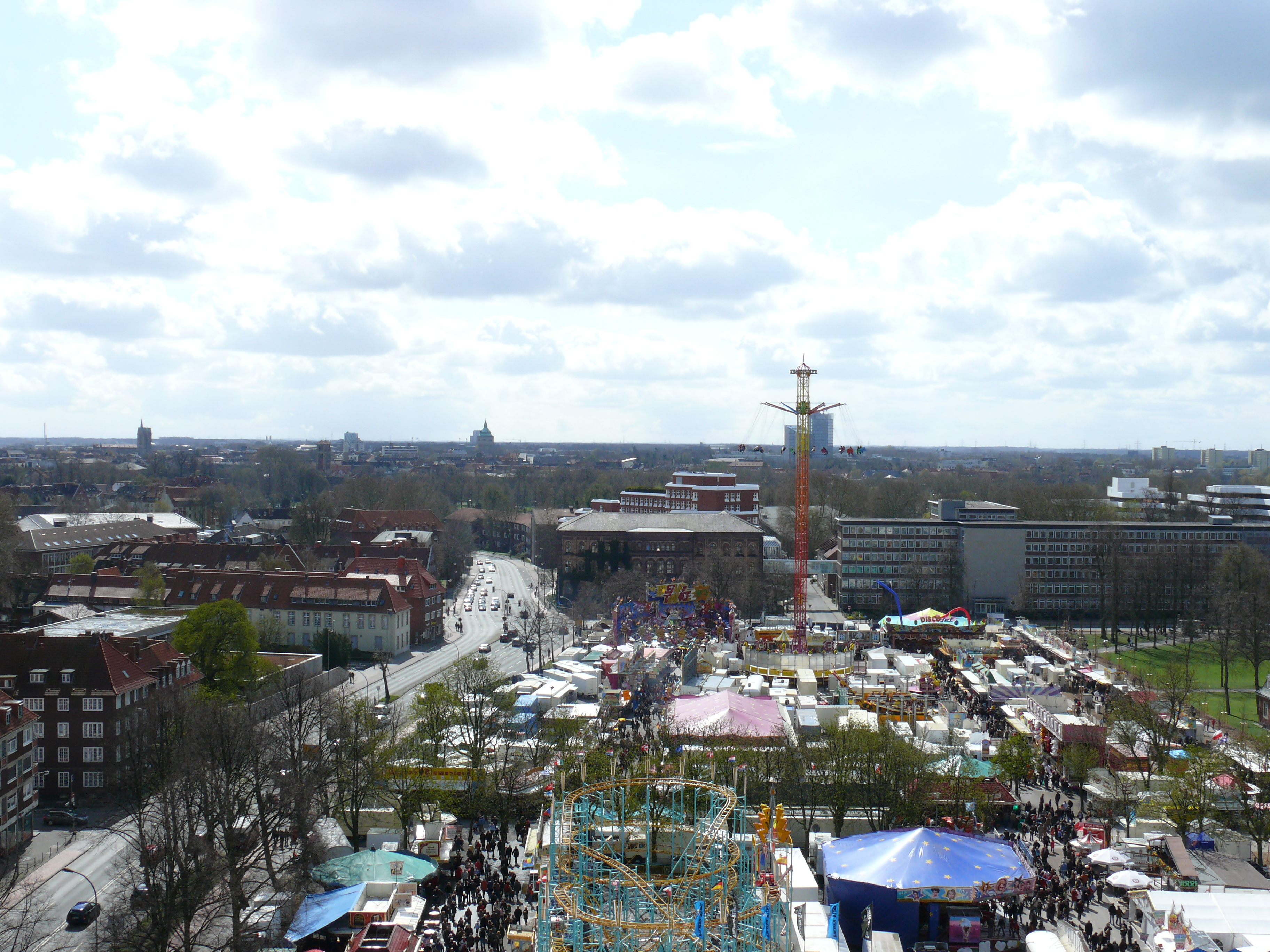
Blick auf den Send aus dem Riesenrad

Der Send findet jedes Jahr an drei Terminen statt:
- Frühjahrssend: vom dritten Samstag nach Beginn der Fastenzeit (Aschermittwoch) bis zum vierten Sonntag nach Beginn der Fastenzeit
- Sommersend: aus Anlass des Patronatsfestes des St.-Paulus-Domes, vom Donnerstag vor dem letzten Sonntag im Monat Juni bis zum folgenden Montag
- Herbstsend: vom Donnerstag vor dem vierten Sonntag im Monat Oktober bis zum folgenden Montag

Von diesen Terminen wurde seit 2013 aus Marketinggründen häufiger abgewichen, um den Send im Frühjahr zu moderateren Temperaturen stattfinden zu lassen und eine Terminkollision des Sommersends mit den Fußball-Europa- beziehungsweise Fußball-Weltmeisterschaften zu vermeiden.

## Historisches

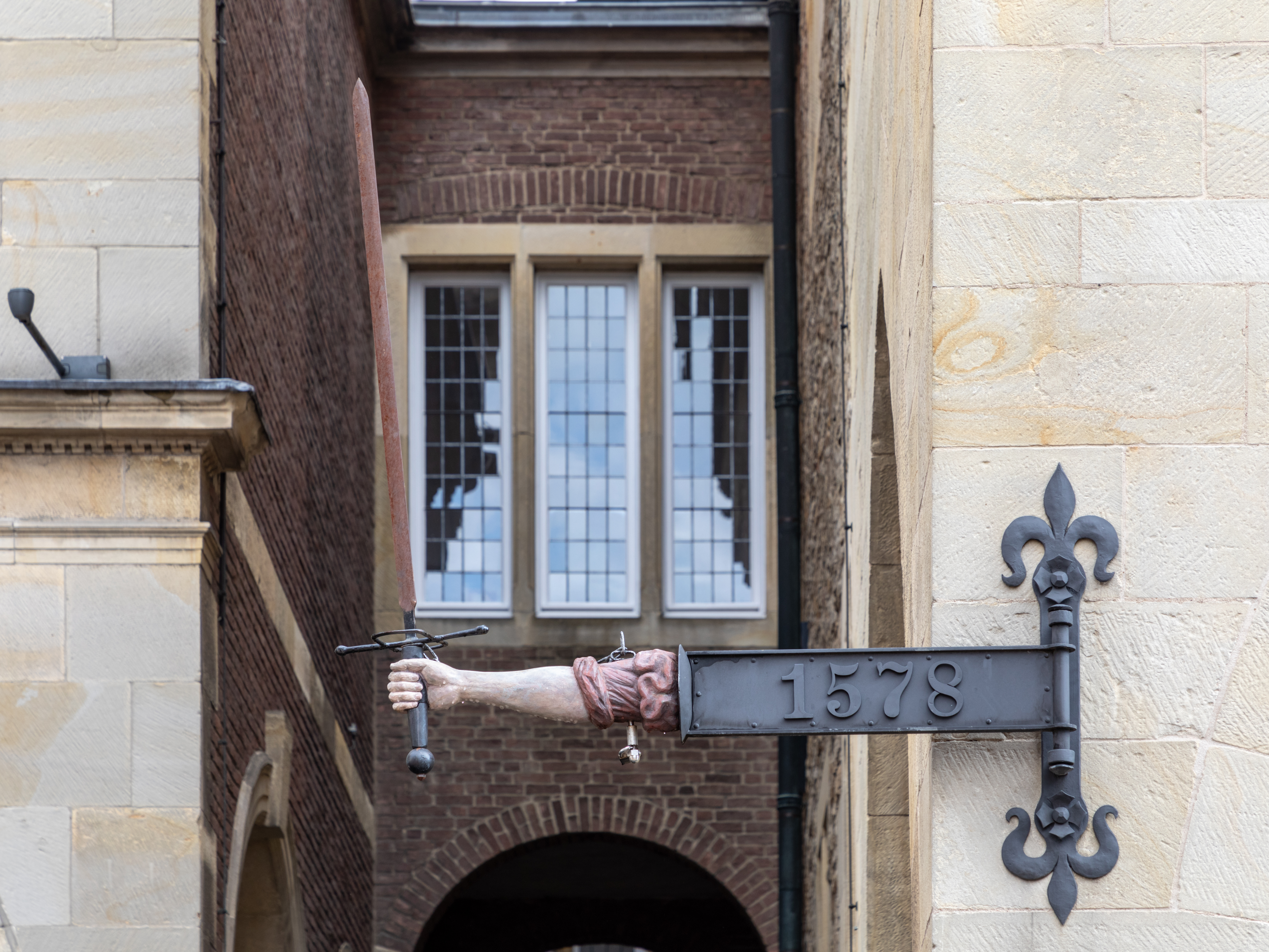
Sendschwert

Der Name Send ist von Synode abgeleitet, mit der seit dem 9. Jahrhundert die zweimal jährlich gehaltene Versammlung der Geistlichen und der führenden Vertreter des Bistums bezeichnet wurde. Vermutlich ab dem 11. Jahrhundert schloss sich an die Synode ein Markt an, der sich von dem gewöhnlichen Wochenmarkt für die Stadtbewohner unterschied, denn die Verkaufsbeschränkungen und Privilegien einheimischer Kaufleute und Handwerker wurden für den Sendmarkt aufgehoben. Zu dieser Zeit fand der Send nur zweimal im Jahr statt, im Frühjahr und im Herbst. Der Sommersend soll erst im 19. Jahrhundert eingeführt werden. Die erste urkundliche Erwähnung des Sends findet sich für das Jahr 1525. Zusätzlich galt zu diesen Zeiten ein besonderer Marktfriede, der eine erhebliche Verschärfung des geltenden Stadtfriedens bedeutete. In Münster wurde bis 1578 jeder Bruch des Marktfriedens, der mit Blutvergießen verbunden war, mit dem Tode bestraft.
Seit dem Herbstsend von 1578 wird das sogenannte Sendschwert als Zeichen des tagenden Gerichts am münsterschen Rathaus ausgehängt. In der Herbstsendnacht auf den 24. Oktober 2000 wurde das Sendschwert allerdings entwendet. Bis heute fehlt von dem Original jede Spur. Auf Veranlassung von Oberbürgermeister Berthold Tillmann hängt seit dem Frühjahrssend 2001 eine Rekonstruktion am Rathaus. Im Jahr 2024, zwischenzeitlich war die Straftat des Diebstahls verjährt, wurde auf das weiterhin verschwundene Sendschwert durch den Schaustellerverband eine Belohnung in Höhe von 1000 Euro ausgesetzt. Diese wurde um weitere 2000 Euro durch die Gillkötter Stiftung Münster-Sylt erhöht.
Traditionell wurde der Send auf dem Domplatz veranstaltet, wo er die Vorteile der Domfreiheit besaß. Allerdings wurden die Geschäfte auch außerhalb des eigentlichen Marktplatzes abgewickelt, zum Beispiel auf dem angrenzenden Prinzipalmarkt. Erst im Jahre 1855 wurde vertraglich festgesetzt, dass die Händler, Kaufleute und Schausteller wegen des verursachten Lärms nicht mehr auf dem Domplatz geduldet würden. Der Send wurde aufgeteilt und der Viehmarkt zog auf den zu jener Zeit noch als Neuplatz bezeichneten Schlossplatz, die Karussells wurden vor der Aegidiikaserne aufgestellt. Erst im Jahre 1916 wurden beide Teile wiedervereinigt, sie fanden seitdem, bis zum Ausbruch des Zweiten Weltkrieges im Jahre 1939, auf dem Neuplatz statt. Nach Kriegsende wurde einmalig im Jahre 1947 als Ersatz ein Lunapark auf dem Servatiiplatz veranstaltet. Bereits im nächsten Jahr fand wieder der Send statt, bis zum Jahr 1951 erneut auf dem Domplatz, da der Neuplatz, seit 1928 Hindenburgplatz, noch mit Trümmern belegt war. Seitdem ist der Austragungsort des Sends wieder die seit 2012 Schlossplatz genannte Fläche.
Der Frühjahrssend 2020 wurde aufgrund der COVID-19-Pandemie am 10. März 2020 durch die Stadtverwaltung abgesagt und der Frühjahrssend 2023 nach einem tödlichen Messerangriff um einen Tag verkürzt.